# 特勒格斯塔
特勒格斯塔（挪威語：Trøgstad）是挪威原東福爾郡的一個市镇，2020年1月1日和其他四个市镇合并成立为内东福尔市镇，并隶属新成立的维肯郡。